# (1007) Павловия
(1007) Павловия — астероид из главного пояса. Назван в честь знаменитого зоолога и физиолога Ивана Павлова. Имеет небольшой эксцентриситет и наклон орбиты. Открыт 5 октября 1923 года советским астрономом Владимиром Александровичем Альбицким.